# Mendidaphodius timurkirgizi
Mendidaphodius timurkirgizi är en skalbaggsart som beskrevs av Dellacasa 2009. Mendidaphodius timurkirgizi ingår i släktet Mendidaphodius och familjen Aphodiidae. Inga underarter finns listade i Catalogue of Life.